# Al Quie
Albert Harold "Al" Quie, född 18 september 1923 i Wheeling Township i Rice County, Minnesota, död 18 augusti 2023 i Wayzata, Minnesota, var en amerikansk republikansk politiker. Han var ledamot av USA:s representanthus 1958–1979 och Minnesotas guvernör 1979–1983.
Quie deltog i andra världskriget som pilot i USA:s flotta och utexaminerades 1950 från St. Olaf College. Han var ledamot av Minnesotas senat 1955–1958. År 1958 fyllnadsvaldes han till USA:s representanthus och omvaldes därefter tio gånger.
Quie efterträdde 1979 Rudy Perpich som Minnesotas guvernör och efterträddes 1983 av företrädaren Perpich.